# 橡原御厨神明宮
橡原御厨神明宮（とちはらみくりしんめいぐう）は、長野県長野市戸隠栃原にある神社。

## 概要
御厨とは伊勢神宮などに寄進された荘園（寄進地型荘園）のことであり、『吾妻鏡』文治2年（1186年）3月12日条に橡原御厨の名前が確認できる。成立自体は応徳・寛治年間で、地頭は旧柵村（栃原）の有力者である栗田氏が務めたと考えられる。戸隠栃原の円光寺には地元の有志達によって橡原御厨についての石碑が残された。橡原荘の領家は九条太政大臣・藤原信長が建立した京都九条の城興寺であった。
地元の口伝によると、孝徳天皇の御宇に諸国に御厨や神戸（じんこ）が設置された際に祀られたという。